# Џелал Бајар
Џелал Бајар (тур. Celal Bayar; Бурса, 16. мај 1883 — Истанбул, 22. август 1986) турски економиста и државник. Био је председник владе и касније Председник Републике (трећи по реду).
Након државног удара од 27. маја 1960. године интерниран. Првобитно осуђен на доживотну робију, а 1966. године помилован. Умро је у 103. години живота.
Додељен му је Орден југословенске звезде.

## Референца
1. ↑  „Celâl Bayar”. britannica.com. Приступљено 21. 1. 2019.
2. ↑  Acović, Dragomir (2012). Slava i čast: Odlikovanja među Srbima, Srbi među odlikovanjima. Belgrade: Službeni Glasnik. стр. 638.